# 在ナイジェリア日本国大使館
在ナイジェリア日本国大使館（英語: Embassy of Japan in Nigeria）は、ナイジェリアの首都アブジャにある日本の大使館。

## 沿革
- 1953年7月25日、英領ナイジェリアの首府ラゴスに在ラゴス日本国領事館を開設することが定められる[1]
- 1960年10月、ナイジェリアがイギリスから独立する[2]
- 1960年10月、日本とナイジェリアの外交関係が樹立される[2]
- 1960年12月、当時の首都ラゴスに在ナイジェリア日本国大使館が開設される[2]
- 1991年12月、ナイジェリアの首都がラゴスからアブジャに移転する[3]
- 在アブジャ出張駐在官事務所（在アブジャ駐在官事務所）が開設される[4]
- 2000年8月、在ナイジェリア日本国大使館が新首都アブジャに移転する[2]
- 2000年、旧首都ラゴスには代わって在ラゴス出張駐在官事務所（在ラゴス駐在官事務所）が開設される[5]

## 所在地
No.9 Bobo Street (off Gana Street), Maitama, Abuja, F.C.T.

## 著名な在勤者
- 天木直人 - 作家、新党憲法9条代表
- 森本敏 - 防衛大臣、拓殖大学総長